# Bickington
Bickington – wieś w Anglii, w hrabstwie Devon, w dystrykcie Teignbridge.